# Maury megye
Maury megye az Amerikai Egyesült Államokban, azon belül Tennessee államban található. Megyeszékhelye Columbia, legnagyobb városa Columbia. Lakosainak száma 100 974 fő (2020. április 1.). Maury megye Williamson, Marshall, Giles, Lawrence, Lewis és Hickman megyékkel határos.

## Népesség
A megye népességének változása:
| Lakosok száma | 81 185 | 81 416 | 82 059 | 83 761 | 87 757 | 100 974 |
|               | 2010   | 2011   | 2012   | 2013   | 2015   | 2020    |